# Hjemsted Oldtidspark
Der Hjemsted Oldtidspark war ein archäologisches Freilichtmuseum westlich von Skærbæk in Sønderjylland, Dänemark. Es existierte von 1996 bis 2019.

## Geschichte
Der Gründung vorausgegangen waren archäologischen Funde, Überreste eines Dorfes der germanischen Eisenzeit.
Neben einem unterirdischen Museumsbau erstreckte sich ein 13 ha großes Freilichtgelände mit rekonstruierten Häusern und Gehöften. Während der Sommermonate vermittelten Reenactmentgruppen und Ehrenamtliche den Besuchern einen lebendigen Eindruck vom Alltagsleben in der Eisenzeit. Museumspädagogische Angebote wie Bogenschießen oder Einbaumfahren luden ein zum Mitmachen. Ein Restaurant bot eisenzeitliche und römische Speisen an.
Zum 1. Januar 2017 gab der Museumsverbund Sønderjylland den Standort Hjemsted auf. Die Stiftung „Fonden Skærbækcentret“ betrieb den Erlebnispark unter dem Namen Hjemsted - Danernes Verden zunächst weiter. Am 5. August 2018 brannte eins der rekonstruierten Häuser nieder. Weil der Betreiber ankündigte, den Park nicht weiter betreiben zu wollen, verkaufte die Kommune das Gelände 2019 an private Investoren. Nach Umbaumaßnahmen ab 2020 wurde dort 2021 ein Campingplatz mit einem Aussichtsturm und einer Minigolfanlage eröffnet. Die Ausstellung wurde dem  Museum Sønderjylland übertragen, von den rekonstruieren eisenzeitlichen Gebäude werden einige für die Restauration genutzt, die meisten Häuser wurden jedoch abgerissen.

Hjemsted Oldtidspark 2020
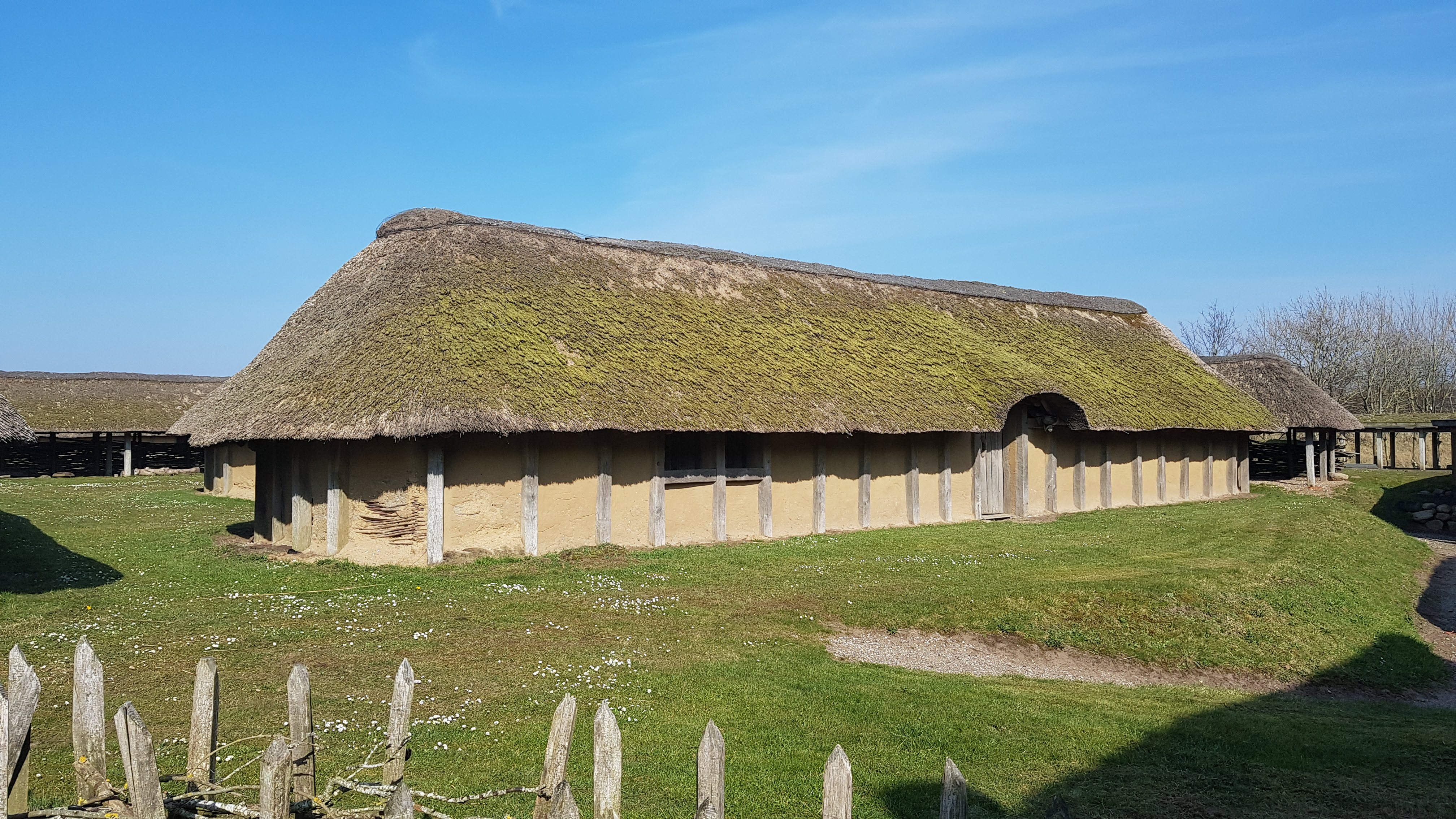
Sydgården
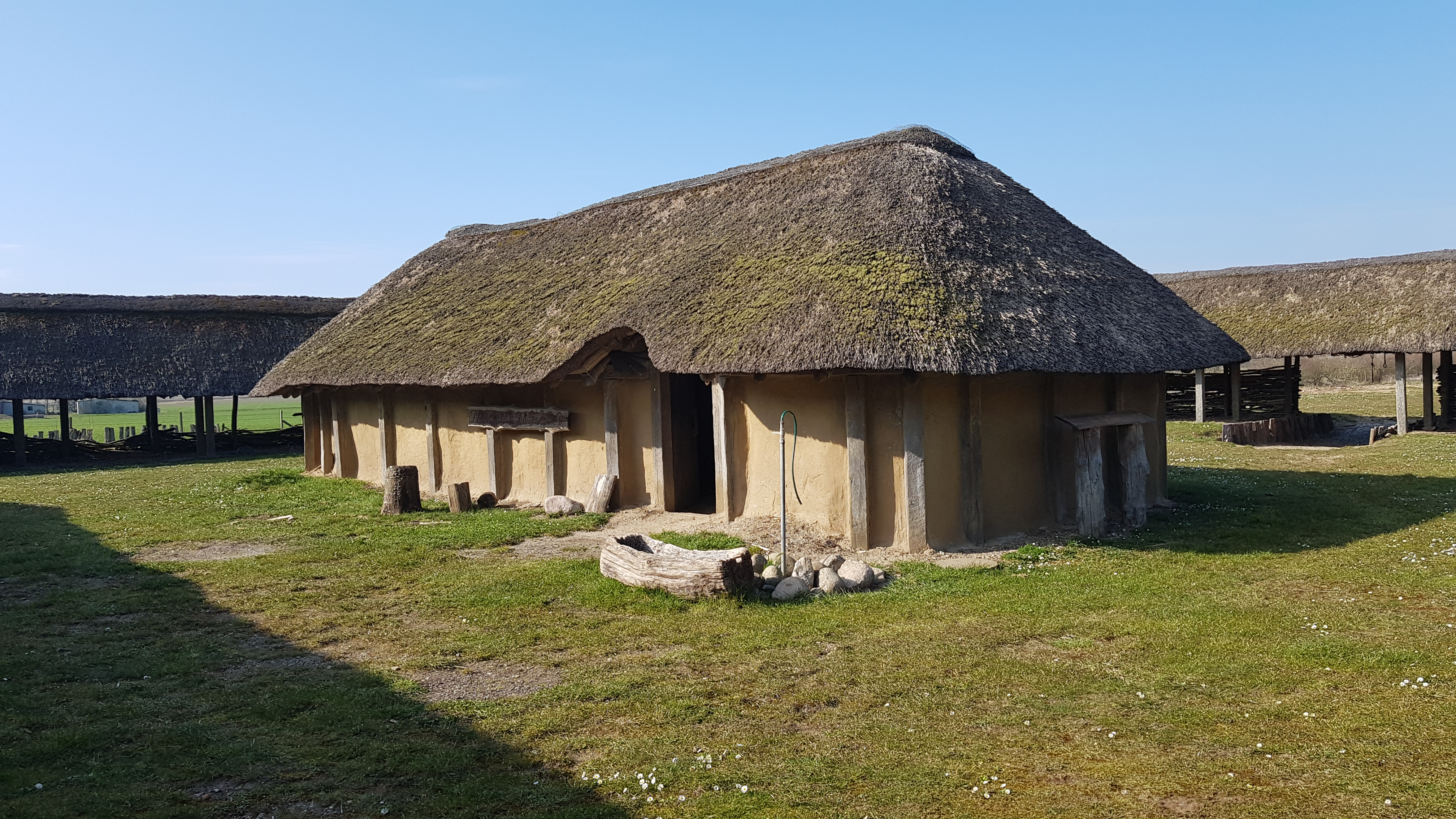
Mellemgården
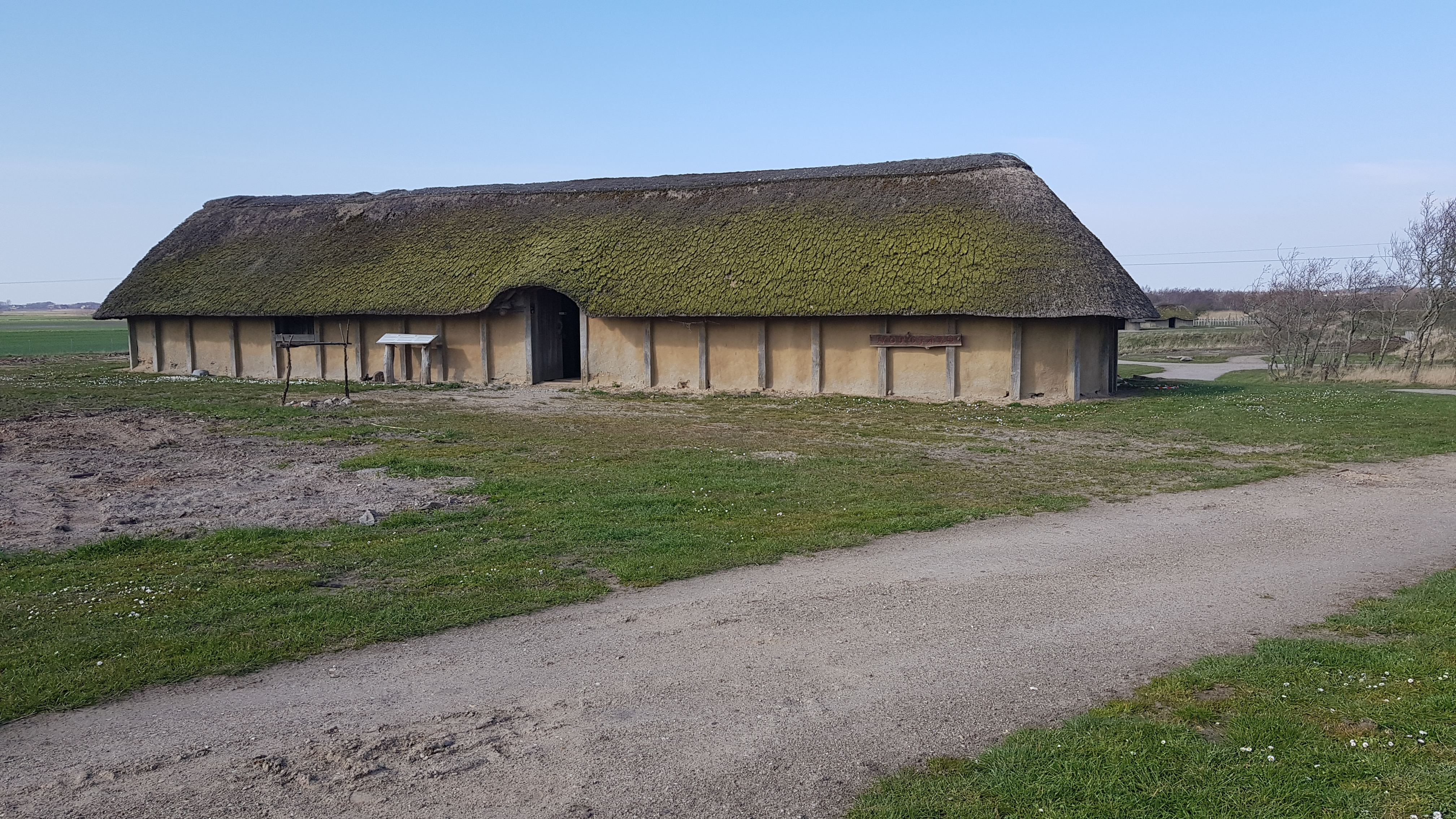
Nordgården
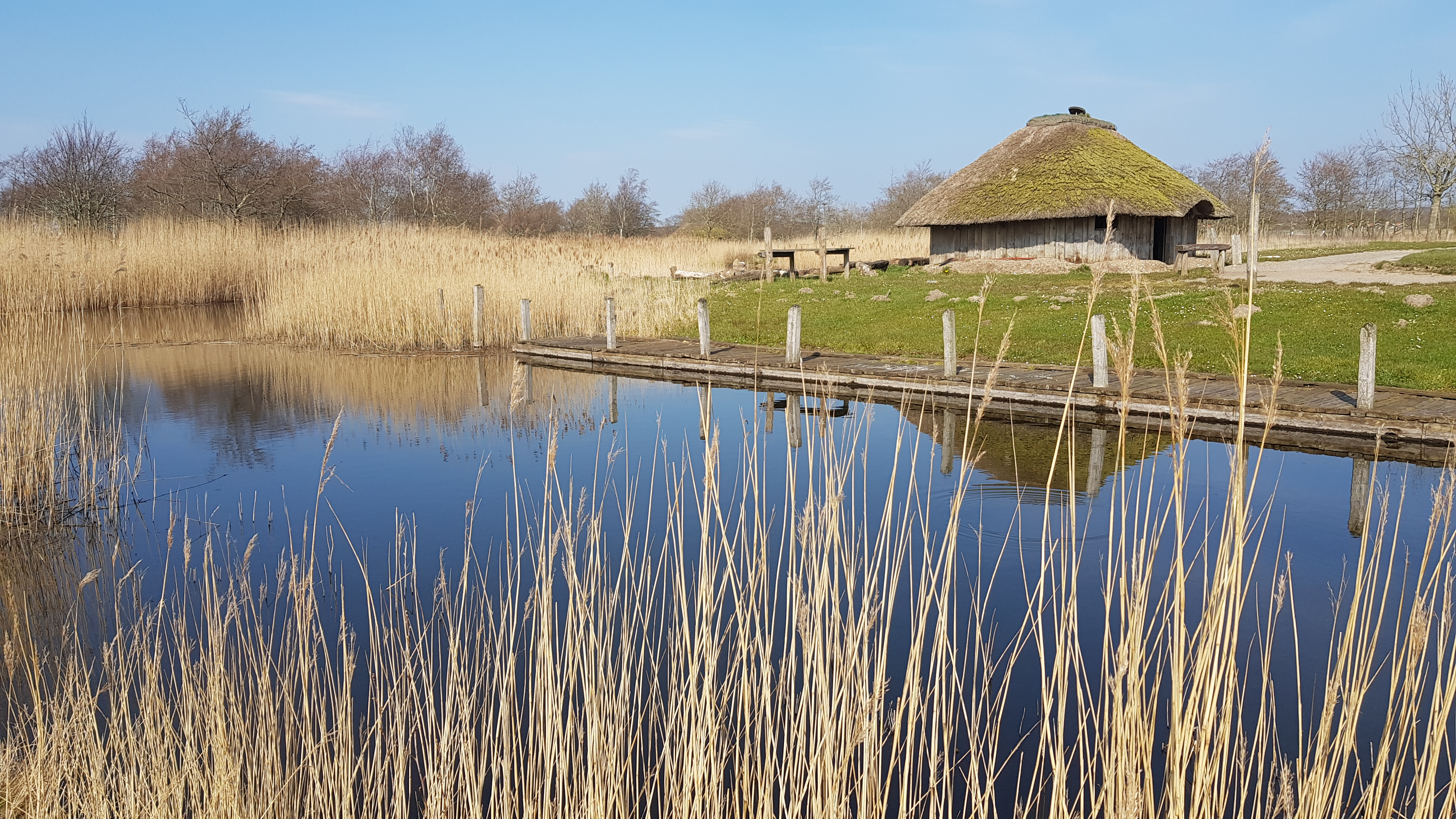
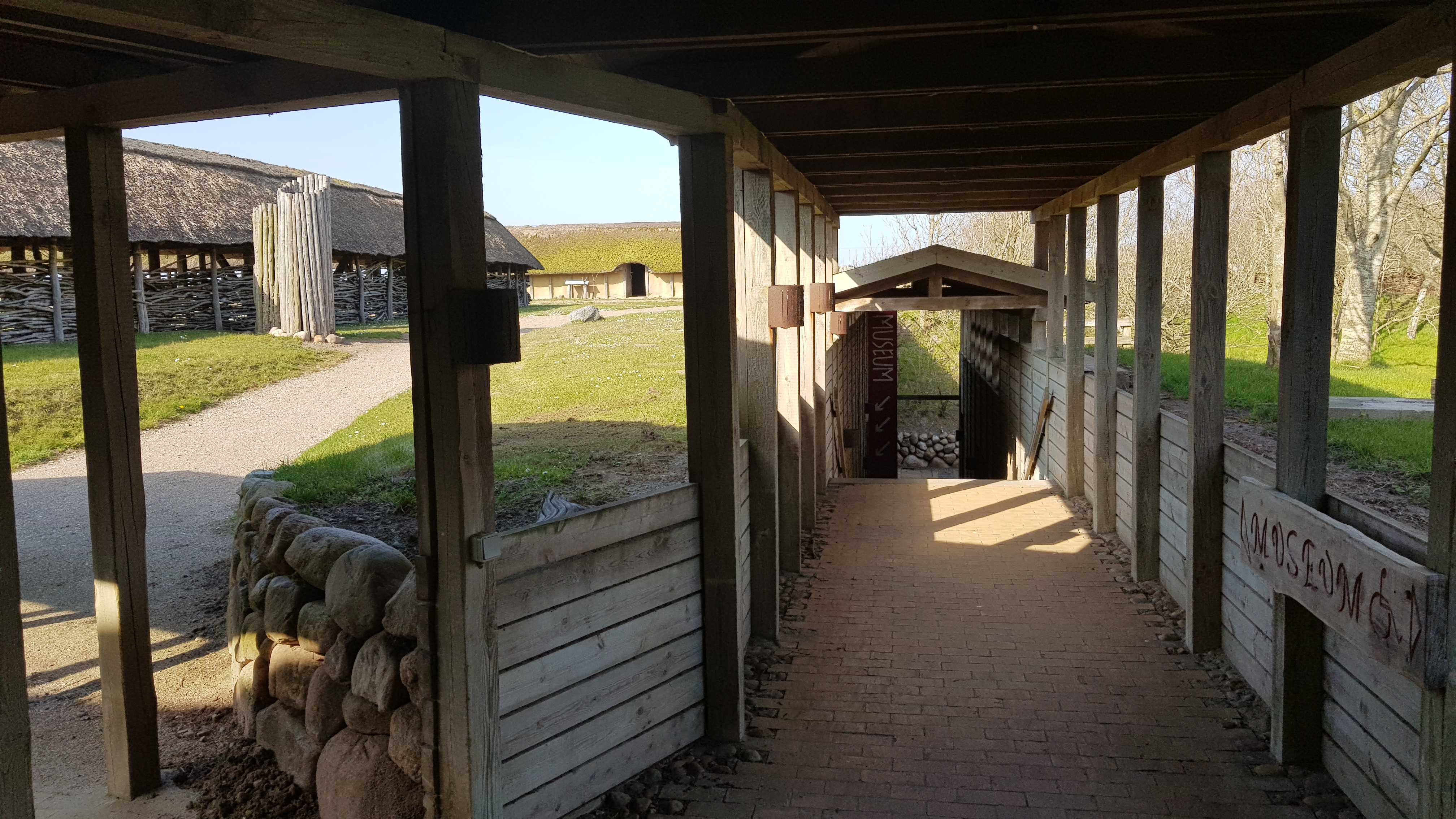
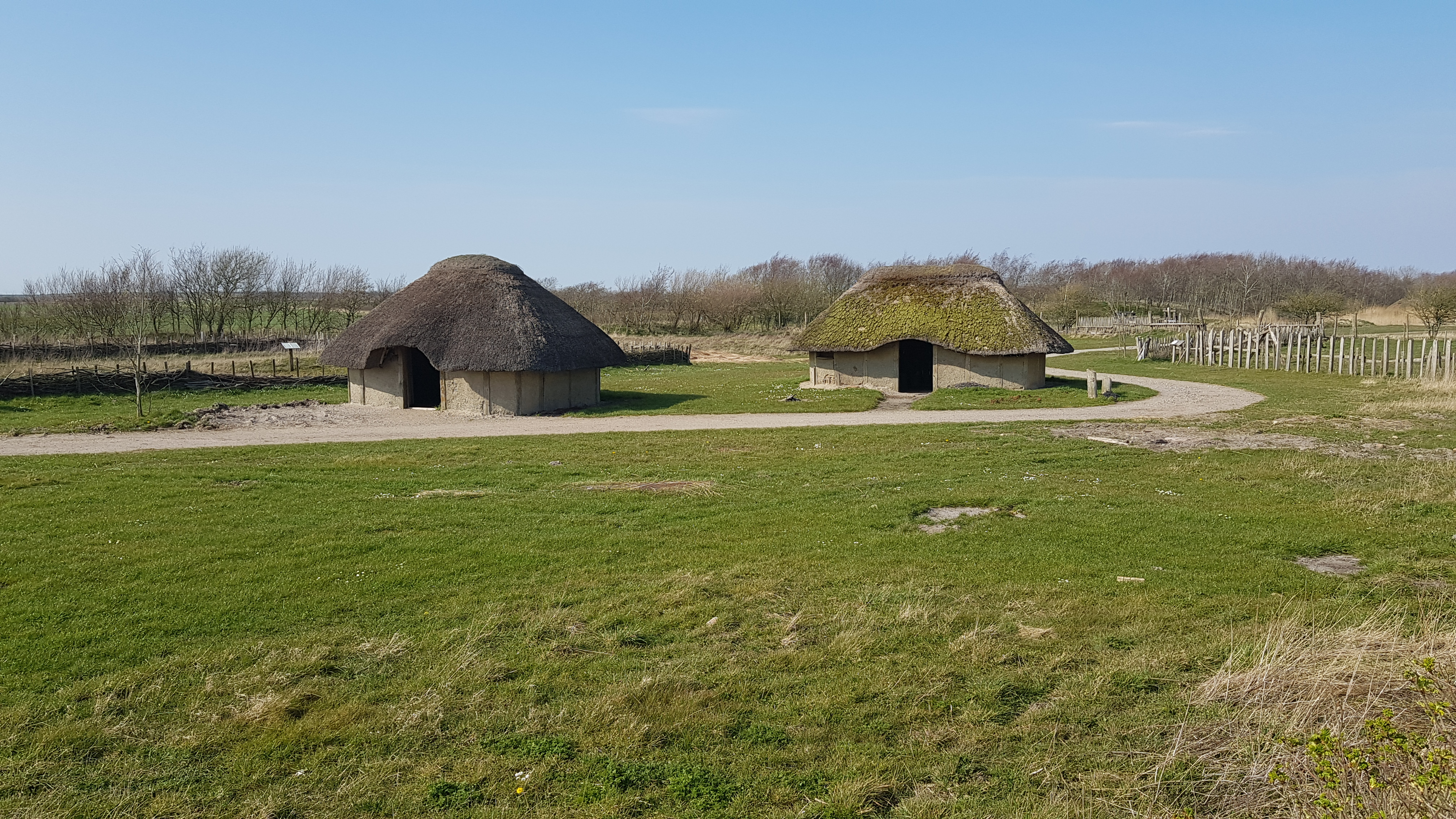
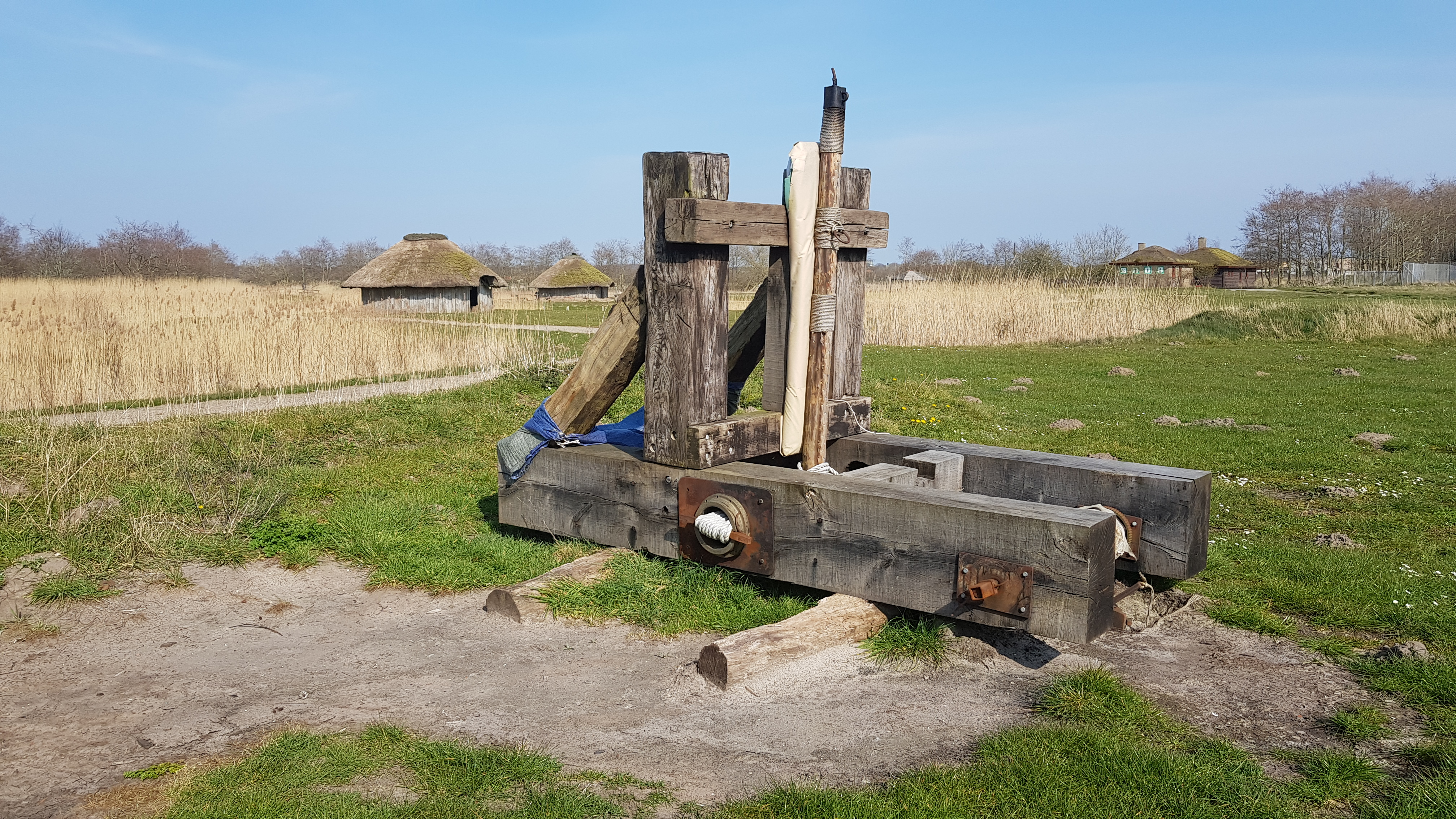
Rekonstruktion eines Onagers, mit dem zu Vorführungszwecken Eiskugeln in einen See geschossen wurden.
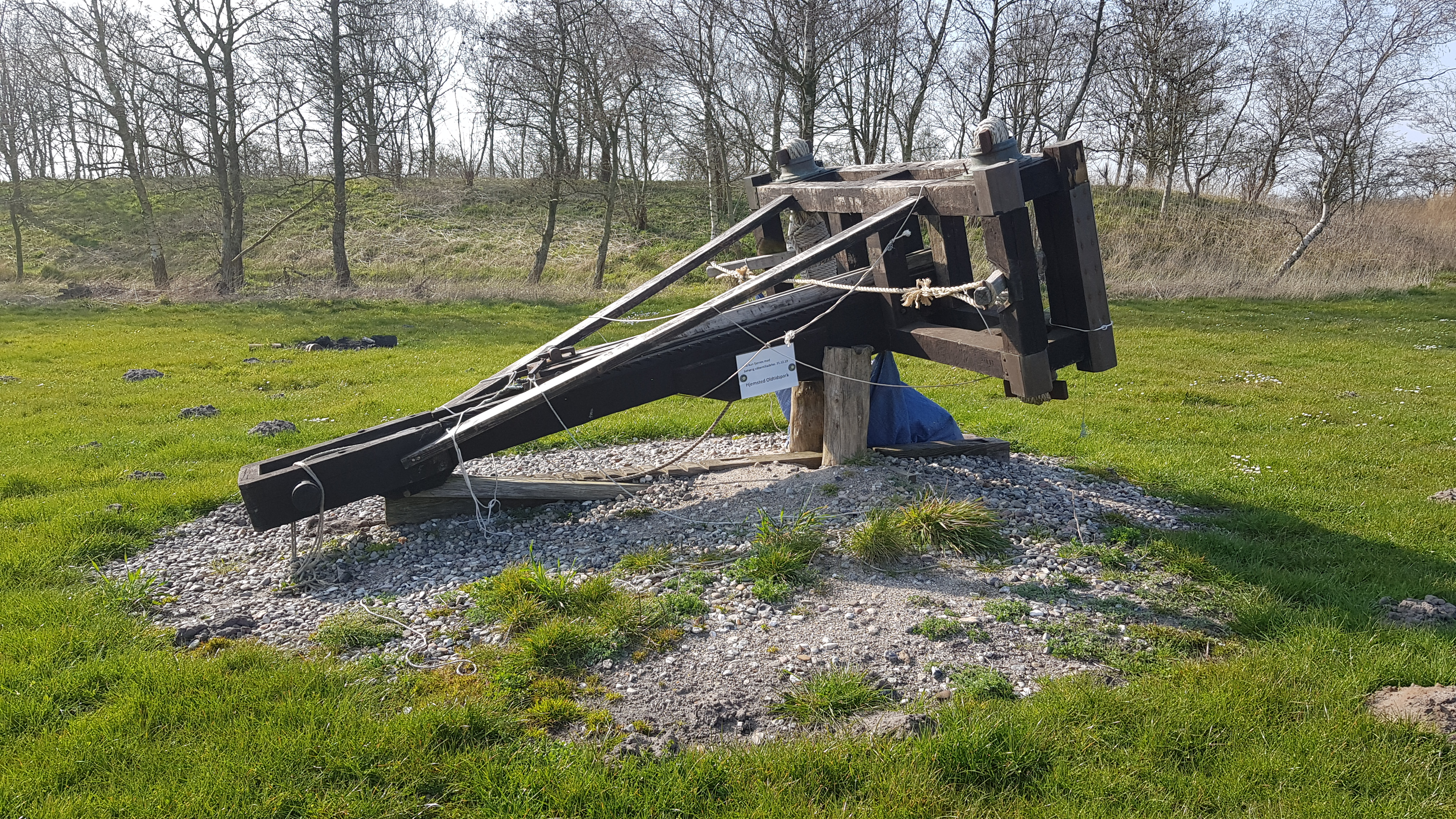
Rekonstruierte Balliste